# Krasni (Gazir)
Krasni - Красный (rus) és un possiólok del krai de Krasnodar, a Rússia. Es troba a les planes del Kuban-Priazov, a la vora del Txórnaia. És a 30 km al nord-est de Vísselki i a 108 km al nord-est de Krasnodar. Pertany al possiólok de Gazir.